# Koorda Shire
Koordinaten: 30° 49′ S, 117° 29′ O

Das Shire of Koorda ist ein lokales Verwaltungsgebiet (LGA) im australischen Bundesstaat Western Australia. Das Gebiet ist 2836 km² groß und hat etwa 400 Einwohner (2016).
Koorda liegt im westaustralischen "Weizengürtel" im Südosten des Staats etwa 200 Kilometer nordöstlich der Hauptstadt Perth. Der Sitz des Shire Councils befindet sich in der Ortschaft Koorda, wo etwa 270 Einwohner leben (2016).

## Verwaltung
Der Koorda Council hat acht Mitglieder. Sie werden von den Bewohnern der drei Wards (vier aus dem Town Ward, je zwei aus North und South Ward) gewählt. Aus dem Kreis der Councillor rekrutiert sich auch der Ratsvorsitzende und Shire President.